# Dendriet (kristal)

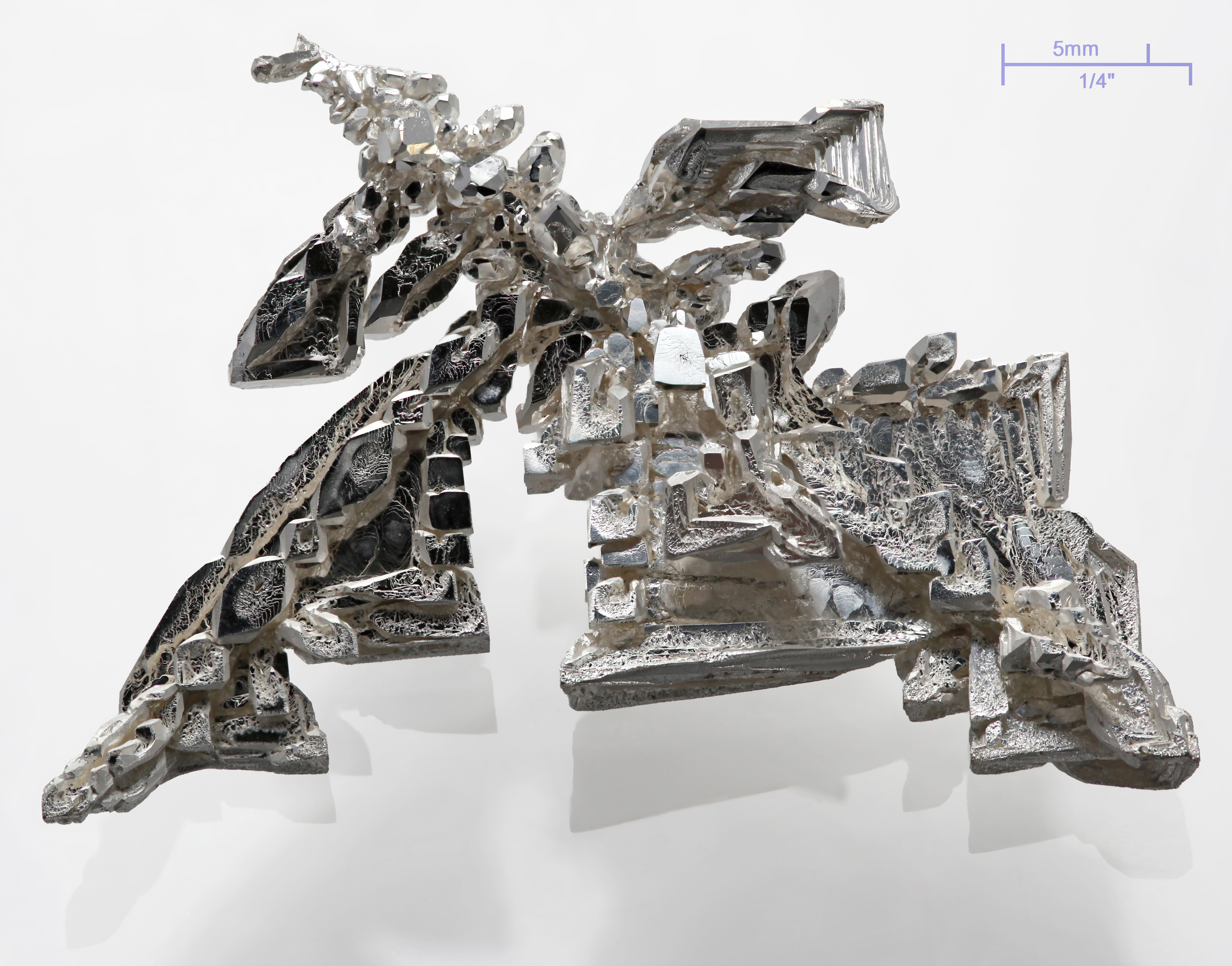
Dendriet van zilverkristallen

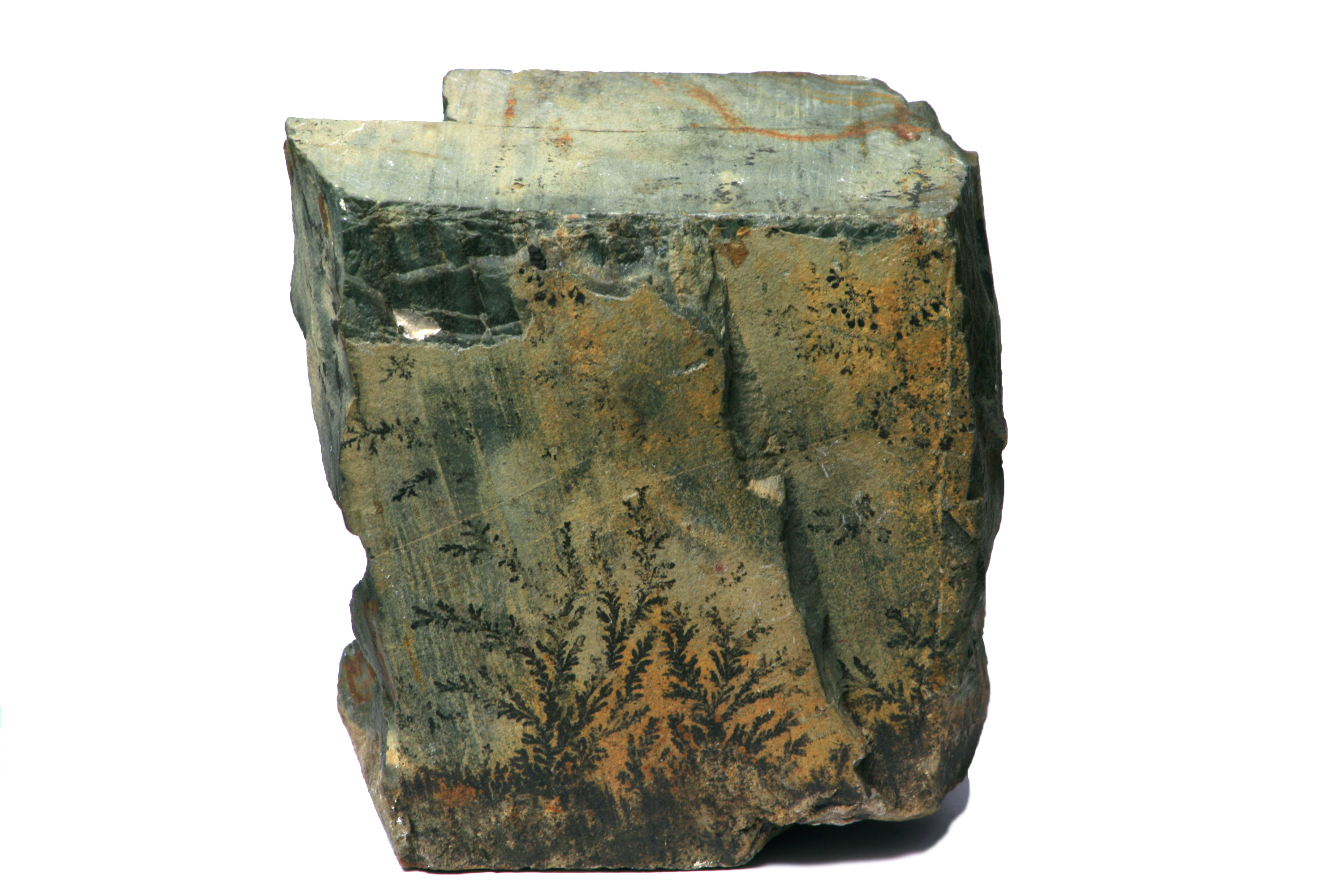
Vertakte mangaandendriet in een blok pyrolusiet van ongeveer 9 centimeter hoog

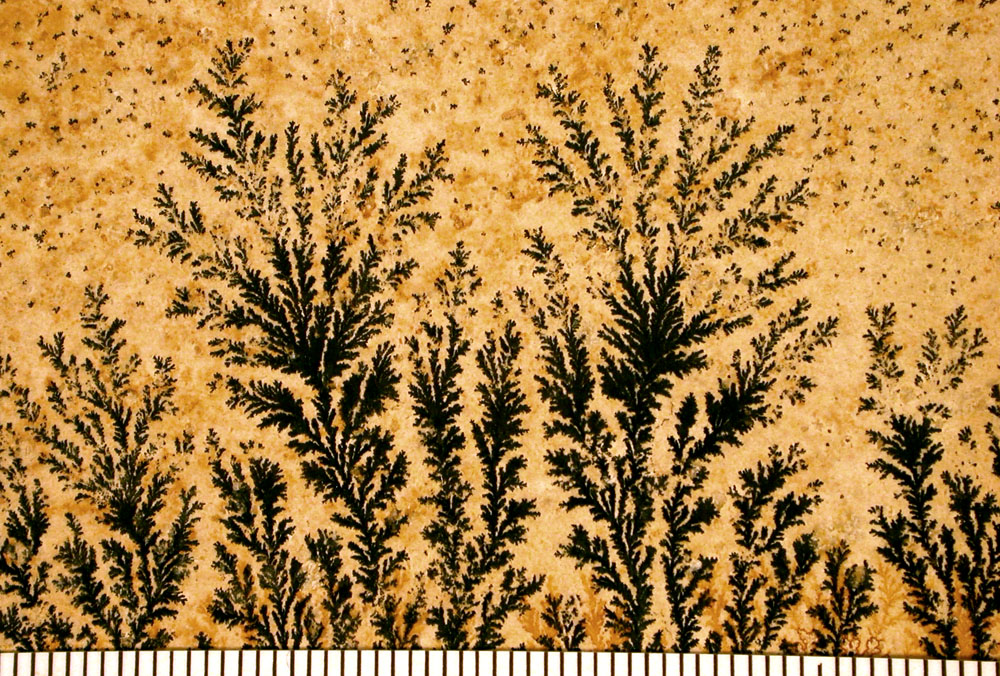
Dendriet van mangaanoxide in kalksteen, uit Solnhofen

Vorming van dendriet

Een dendriet is een kristalhabitus, waarbij het kristal een vertakte groei vertoont. Het is een vakterm, die  in de kristallografie en de geologie wordt gebruikt. Dendriet komt van het Griekse woord δενδρον, dendron, dat boom betekent.
Meestal gaat de dendritische kristalvorm gepaard met fossielen. Dendriet wordt op natuurlijke wijze gevormd tussen spleten in gesteente. Enkele varianten van mangaanoxiden en hydroxiden die vaak een dendritisch groeipatroon vertonen zijn:
- birnessiet Na4Mn14O27·9H2O
- coronadiet PBMn8O16
- cryptomelaan KMn8O16
- hollandiet BaMn8O16
- romanechitet (Ba,H2O)Mn5O10
- todorokiet (Ba,Mn,Mg,Ca,K,Na)2Mn3O12·3H2O en andere

In spleten van kwartsgesteente ontwikkelt zich een driedimensionele vorm van dendriet waarbij mosagaat wordt gevormd.

## Arborisatie
Een vergelijkbaar verschijnsel staat in andere vakgebieden bekend als arborescentie. Dat verwijst naar arborescens, het Latijn voor een boom wordend. Dit is bijvoorbeeld te zien in de ijsbloemen die ontstaan wanneer vocht, bijvoorbeeld uit warme lucht, op koud glas bevriest. Arborescentie is ook bekend van chemische tuinen.